# Йоанна Буразопулу
Йоанна Буразопулу (на гръцки: Ιωάννα Μπουραζοπούλου) е гръцка писателка и драматург, авторка на произведения в жанра научна фантастика, драма, хорър и детска литература.

## Биография и творчество
Йоанна Буразопулу е родена през 1968 г. в Атина, Гърция. Завършва специалност хотелски мениджмънт във Висшето училище по туризъм в Родос и има следдипломна квалификация по международен хотелски мениджмънт в университета на Бъкингам, Англия. След дипломирането си работи в областта на туризма и хотелиерството до 2000 г.
През 2002 г. завършва специалност „здравен мениджмънт“ в атинската Национална школа по публична администрация. Работи като държавен служител в областта на здравното обслужване на населението и в разработването на здравни програми към Втората регионална здравна система в област Атика.
Заедно с работата си пише романи, театрални пиеси, разкази и детска литература.
Първият ѝ роман „Το Μπουντουάρ του Ναδίρ“ (Будоара на Надир) е издаден през 2003 г.
Романът ѝ „Какво видя жената на Лот?“ от 2007 г. получава наградата на Атина за литература. През 2013 г. вестник „Гардиън“ го класира като една от най-добрите книги за научна фантастика на годината.
Романът ѝ „Долината на калта“ от поредицата „Драконът от Преспа“ от 2014 г. е отличен с награда от Атинската академия за изящни изкуства и с награда от списание „Клепсидра“.
Нейните антиутопични романи съчетават елементи от гротеската, политическата алегория атмосферата на мистерия и сюжети, изпълнени с неочаквани обрати; те изобразяват политически системи на бъдещето, фантастични общества в кризисен или преходен период и конфликтни светогледи.

## Произведения

### Самостоятелни романи
- Το Μπουντουάρ του Ναδίρ (2003)
- Το Μυστικό Νερό (2005)
- Τι είδε η γυναίκα του Λωτ (2007, 2018)
Какво видя жената на Лот?, изд.: „Унискорп“, София (2019), прев. Мая Граховска
- Το ταξίδι των τρολ (2009)
- Η ενοχή της αθωότητας (2011)

### Серия „Драконът от Преспа“ (Ο Δράκος της Πρέσπας)
1. Η Κοιλάδα της Λάσπης (2014)
2. Κεχριμπαρένια Έρημος (2019)

### Детска литература
- Το ταξίδι των τρολ (2009)